# Jackson (Wisconsin)
Jackson – wieś w Stanach Zjednoczonych, w stanie Wisconsin, w hrabstwie Washington.